# Vicente Cazcarra
Vicente Cazcarra Cremallé (Zaragoza, 6 de diciembre de 1935 – Madrid, 22 de junio de 1998) fue un político, traductor, marino mercante y escritor aragonés, dirigente del Partido Comunista de España (PCE).

## Primeros años
De padre maquinista de ferrocarril y madre campesina afincados en el barrio de Ranillas, con dos años su padre es destinado a Canfranc, viviendo la familia en una casa para empleados de RENFE. Acabada la II Guerra Mundial, la familia regresa a Zaragoza y él ingresa en el Colegio Santo Tomás de Aquino, siendo su lectura más apreciada la de los poetas Miguel Labordeta y Pablo Neruda. A los diecisiete años decide ir a la vendimia a Francia; ahí conoce a la familia Boira, unos maestros exiliados que viven con sus hijos esperando poder volver a España.

## Actividad política
A los diecinueve años ingresa en el PCE. Inicia sus estudios en Químicas que abandona para dedicarse posteriormente y matricularse en la Escuela de Náutica para ser marino mercante. Tras terminar sus estudios embarca y recorre el mundo lo que le facilita conocer lugares, gente e idiomas.
A final de la década de los 50 se instala en Cataluña donde da clases para subsistir, además de estudiar Ciencias Económicas. Junto a otros militantes reorganiza el Partido Socialista Unificado de Cataluña (PSUC), utilizando el sobrenombre de Pedro. El 24 de septiembre de 1961 es detenido junto a otros 130 compañeros y sometido a duras torturas que le dejarán secuelas y pondrán en peligro su vida. Es juzgado y condenado a diecisiete años de prisión en el penal de Burgos.
En 1967 sale de la cárcel y regresa a Zaragoza para organizar el PCE. En paralelo a lo que sucede en el resto del mundo, en España se centra en la lucha por la democracia y contra la dictadura del general Franco. La represión policial no cesa y lleva a una nueva desarticulación de la organización; y Aragón no es una excepción. En 1972 participa en la redacción del “Manifiesto para Aragón”, donde se reclama el Estatuto de Autonomía para la región, e impulsa el nacimiento de la Comisión Aragonesa Pro Alternativa Democrática (CAPAD) donde se integran varias formaciones políticas y sindicales; cuando la Junta Democrática de Aragón en 1975 lanzó su “Manifiesto” el texto de la CAPAD será recogido por esta.
En las primeras elecciones a Cortes Constituyentes del 15 de junio de 1977, se presenta como cabeza de lista del PCE por la provincia de Zaragoza en las que no sale elegido. Pasa el tiempo, y para las elecciones a Cortes Legislativas de 1979 el Partido Socialista de Aragón ha desaparecido, por lo que una parte se integra en el PSOE y otra no. Cazcarra considera que es el momento de integrar como independientes en las listas del partido comunista a aquellos que han quedado fuera. Por muy pocos votos no sale elegido diputado y dimite como secretario general del Partido Comunista de Aragón. Entonces Santiago Carrillo propone su candidatura dentro del Comité Ejecutivo del PCE en Madrid para que siga desarrollando tareas a nivel nacional. En 1982 deja su puesto en Comité Central en solidaridad con los militantes “renovadores” expulsados por el secretario general.

## El final
Es el momento en el que se centra más en sus traducciones de autores como  Bajtín, Bulgákov, Erféiev, Makanin, Petrushévskaia, Platónov o Yevtushenko; siendo elegido presidente de ACE Traductores. Y fue además vicepresidente de la Fundación Dolores Ibárruri. El 22 de junio de 1998 fallece en Madrid.

## Libros
- Aragón. El regionalismo de los comunistas, Guara Editorial (1977).
- Era la hora tercia: Testimonio de la resistencia antifranquista, Unaluna Ediciones (2000).
- Cartas de la Cárcel (1961-1967), Institución Fernando el Católico (2019).

## Traducciones
- El alma del patriota, Evgueni Popov (traducción Helena S. Kriúkova y Vicente Cazcarra). Alianza Editorial 1994.

- Yeltsin, Lev Sujánov (traducción Vicente Cazcarra). Editorial Destino 1994.

- Amor inmortal, Liudmila Petrushévskaia (traducción Helena S. Kriúkova y Vicente Cazcarra). Alianza Editorial 1993.

- Tiempo de noche, Liudmila Petrushévskaia (traducción Helena S. Kriúkova y Vicente Cazcarra). Alianza Editorial 1992.

- Las categorías de la cultura medieval, Arón Guriévich (traducción Helena S. Kriúkova y Vicente Cazcarra). Alianza Taurus 1990.

- Teoría y estética de la novela: Trabajos de investigación (traducción Helena S. Kriúkova y Vicente Cazcarra). Alianza Taurus 1989.